# Upplands runinskrifter 891
Upplands runinskrifter 891 är ett vikingatida runstensfragment i Uppsala-Näs kyrka, Uppsala-Näs socken och Uppsala kommun. 
Runstensfragmentet är av blågrå granit och inmurat i kyrkans västra gavelvägg.
Ristningen är osignerad men attribueras till Arbjörn. Stenen har samma mönster som U 652 som är signerad av Arbjörn.

## Inskriften
Translitterering av runraden:
þi... ...-tu · raisa · merki · þe... ... · faþur sin ·
Normalisering till runsvenska:
... [le]tu ræisa mærki þe[ssa] ... faður sinn.
Översättning till nusvenska:
... lät resa detta minnesmärke (efter) ... sin fader
Två eller tre namn i ristningens inledning, alltså de som lät resa stenen till minne av sin fader, är försvunna. Likaså är faderns namn försvunnet.